# Kurfürstendamm-Krawall von 1931
Der Kurfürstendamm-Krawall von 1931 (auch als Kurfürstendamm-Krawalle, Ku’damm-Pogrom, Krawall am Kurfürstendamm oder Ku’dammkrawall bezeichnet) war eine politische Ausschreitung in der Spätphase der Weimarer Republik, bei der es zu massiven antisemitischen Übergriffen durch Angehörige der nationalsozialistischen Sturmabteilung (SA) im Gebiet des Berliner Kurfürstendamms kam.

## Ablauf
Am Abend des 12. September 1931, dem Tag des jüdischen Neujahrsfestes, kam es zu einem Massenauflauf von Angehörigen der nationalsozialistischen SA auf dem Berliner Kurfürstendamm und einigen angrenzenden Straßen im Bezirk Charlottenburg. Die SA-Leute waren zuvor in kleinen Gruppen in das Gebiet geströmt: Auf dem Kurfürstendamm zogen sie in einer Vielzahl kleinerer Demonstrationszüge, die nach Polizeiberichten zwischen 3 und 30 Mann stark waren, auf und ab und skandierten antisemitische Parolen wie „Juda, verrecke!“ und „Schlagt die Juden tot!“. Im weiteren Verlauf der Demonstrationen wurden Juden beim Verlassen der Synagoge Fasanenstraße beschimpft und Passanten, die nach Auffassung der SA-Leute jüdisch aussahen, tätlich angegriffen.
Als Organisatoren dieser Aufzüge gelten der Berliner Gauleiter Joseph Goebbels und der Berliner SA-Führer Wolf-Heinrich von Helldorff. Vor Ort koordiniert wurden die Ausschreitungen teilweise durch Helldorf und seinen Stabschef Karl Ernst, die in einem Pkw mehrfach den Kurfürstendamm auf und ab fuhren und ihren Leuten Instruktionen erteilten. So erteilte Helldorff unter anderem den Befehl, das Café Reimann zu stürmen, wobei einige Gäste schwer verletzt wurden.
Während blutige Auseinandersetzungen zwischen Kommunisten und SA an der Tagesordnung waren, stellte dieser Angriff auf Juden eine Ausnahme dar. Er wurde sogar von der deutschnationalen Presse scharf getadelt.
Bereits wenige Tage nach dem Krawall wurden 33 ermittelte Täter, die meist der SA angehörten, in Schnellverfahren zu Freiheitsstrafen zwischen 9 und 21 Monaten verurteilt. Außerdem wurden im Oktober einige Sturmlokale der SA polizeilich geschlossen. Damit fielen die Sanktionen bedeutend härter aus, als die Täter bei den weitaus blutigeren Straßenschlachten üblicherweise zu erwarten hatten.
Helldorff und Ernst, die nach einem ersten Verhör am Polizeirevier am Bahnhof Zoo unmittelbar nach den Ereignissen entlassen worden und anschließend vorerst unauffindbar waren, wurden nach einigen Tagen als Rädelsführer der Ausschreitungen in Untersuchungshaft genommen. In einem ersten Prozess wurden die beiden Männer, die von Roland Freisler und Hans Frank verteidigt wurden, zu sechs Monaten Gefängnis und 100 Mark Geldstrafe verurteilt. Im Berufungsverfahren Anfang 1932 kamen sie mit geringen Geldstrafen davon. Indizien legen nahe, dass es zwischenzeitlich zu einer geheimen Absprache zwischen Heinrich Brüning und Goebbels gekommen war: Gegen die Zusage, einen Staatsbesuch französischer Minister ungestört zu lassen, wurde der Prozessbeginn verzögert und vor anderen Richtern verhandelt.

### Deutungen zum Krawall 1931
Während insbesondere zionistische Gruppierungen die pogromartigen Ausschreitungen als bedrohlichen Höhepunkt des wachsenden Antisemitismus ansahen, traten andere Juden dieser Auffassung entgegen, betonten die Einmaligkeit des Vorfalls und verwiesen auf das rasche Durchgreifen der Staatsorgane.
Dirk Walter stellt heraus, dass sich 1931 bei den Ausschreitungen am Kurfürstendamm ein „bestimmtes, für antisemitische Aggressionen in der Weimarer Republik typisches Gewaltniveau“ zeigte: körperliche Gewalt auch der brutalsten Art, jedoch kein Waffengebrauch wie gegen kommunistische Gegner. Nach seiner Deutung stand hinter dieser Zurückhaltung „wohl auch die bei sehr vielen antisemitischen Tätern anzutreffende Annahme, dass Waffengebrauch gegen Juden gesellschaftlich inakzeptabel war und nicht geduldet, toleriert oder gar begrüßt werden würde.“ Cornelia Hecht bezeichnet den Krawall als „eine von langer Hand geplante judenfeindliche Aktion“, die der Öffentlichkeit erstmals das Gewaltpotential des nationalsozialistischen Antisemitismus in vollem Umfang offenbarte: „Er war ein Präludium – sozusagen die Generalprobe – kommender Ereignisse, die allerdings niemand vorhersehen konnte.“
Vier Jahre später kam es dann zum Kurfürstendamm-Krawall von 1935.

## Überlieferung
Die Ermittlungs- und Prozessakten wegen der verschiedenen Verfahren, die aufgrund der Kurfürstendamm-Krawalle 1931 und 1932 vor Berliner Gerichten abgehalten wurden, befinden sich heute im Landesarchiv Berlin. Die Presseberichterstattung wurde vom Innenministerium systematisch gesammelt und liegt heute im Bundesarchiv.